# Степове (Берестинський район)
Степове —  селище в Україні, у Берестинському районі Харківської області. Населення становить 31 осіб. Орган місцевого самоврядування — Берестинська міська рада.

## Географія
Селище Степове розміщене на правому березі річки Берестова, вище за течією на відстані 3 км розташовані селище Дослідне і місто Берестин, нижче по течії на відстані 3 км розташоване селище Куми. Поруч із селищем проходить залізниця, станція Степний.

## Історія
- 1949 — дата заснування.

## Населення
Згідно з переписом УРСР 1989 року чисельність наявного населення селища становила 39 осіб, з яких 18 чоловіків та 21 жінка.
За переписом населення України 2001 року в селищі мешкала 31 особа.

### Мова
Розподіл населення за рідною мовою за даними перепису 2001 року:
| Мова       | Відсоток |
| ---------- | -------- |
| українська | 74,19 %  |
| російська  | 25,81 %  |